# نيوز أوف ذه ورلد
نيوز أوف ذه ورلد News of the World، كانت صحيفة شعبية تنشر في المملكة المتحدة يوم الأحد من كل أسبوع. تنشرها نيوز گروب نيوزپاپرز عن نيوز إنترناشونال، أحد فروع نيوز كورپوريشن المملوكة لروپرت مردوخ.